# ماتیا لانزانو
ماتیا لانزانو (انگلیسی: Mattia Lanzano؛ زادهٔ ۴ ژوئیهٔ ۱۹۹۰) بازیکن فوتبال اهل ایتالیا است.
از باشگاه‌هایی که در آن بازی کرده‌است می‌توان به باشگاه فوتبال پیاچنزا و باشگاه فوتبال سوئیندون تاون اشاره کرد.
وی همچنین در تیم‌های ملی فوتبال زیر ۱۶ سال ایتالیا و زیر ۱۷ سال ایتالیا بازی کرده‌است.